# ドラゴントライアングル

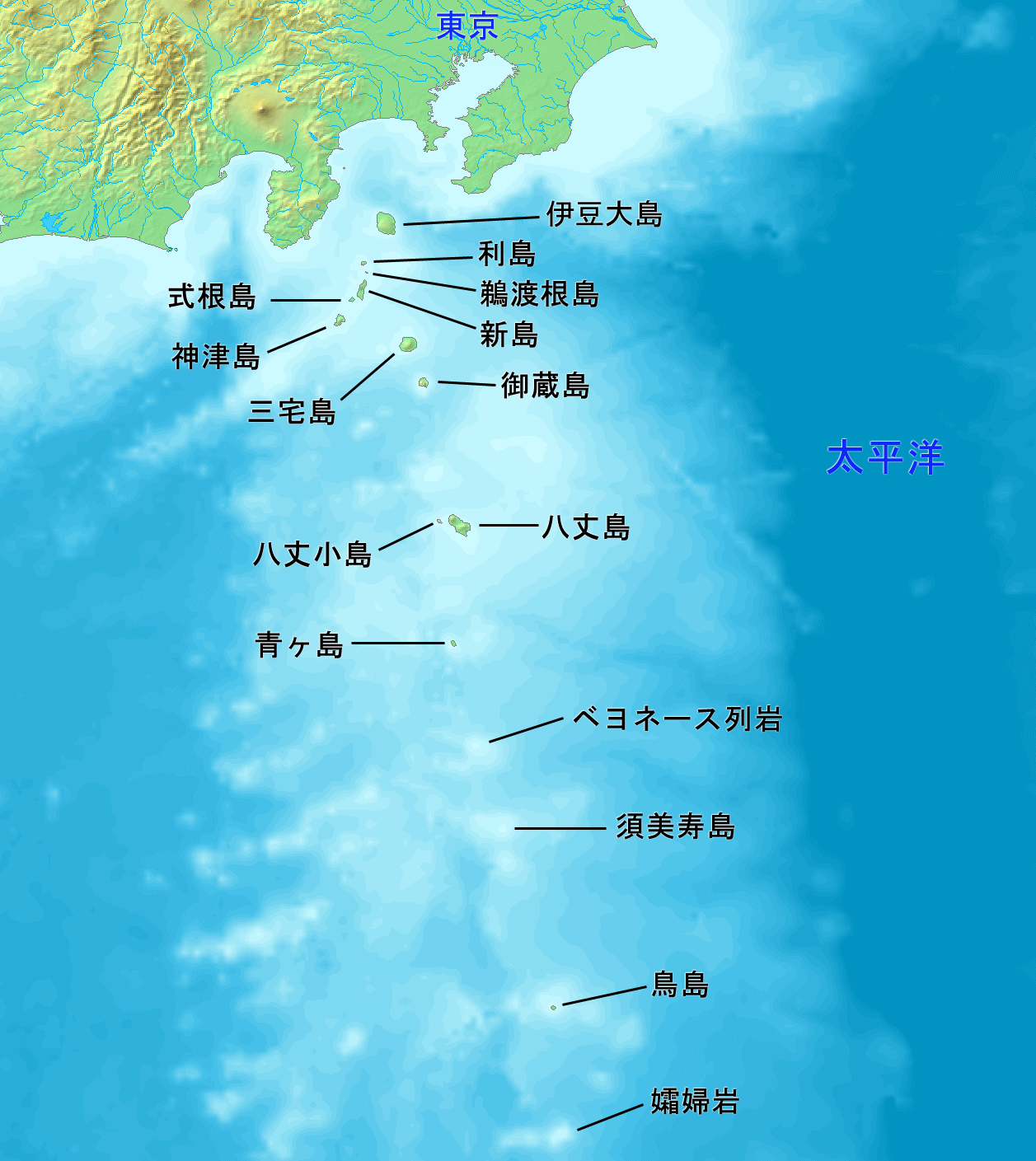
伊豆諸島や南の海域で謎の失踪が起きると主張されている

ドラゴンズ・トライアングル（Dragon's Triangle）もしくはデビルズ・シー（Devil's Sea、魔の海）とは、日本近海に存在するとアメリカ人などが主張している、バミューダトライアングルと同様に船舶や航空機が突如行方不明になるとされる海域である。この他にフォルモサ・トライアングル（Formosa Triangle）と呼ばれる海域も存在が主張されている。

## デビルズ・シー
コリン・ウィルソンによると、en:Ivan T. Sandersonの1970年の著書『Invisible Residents』にて、バミューダ・トライアングル以外の「魔の三角海域」の存在が日本の南で確認されたとある。2005年に再版されたSandersonの『Invisible Residents』では、本州から250マイル南の東経140度辺りの菱形の海域で、グアムに向かう飛行機が度々消失しているという。
チャールズ・バーリッツは、1974年の著書『The Bermuda Triangle』（邦題：『謎のバミューダ海域』）にてSandersonの説を紹介した上で、日本とボニン諸島（小笠原諸島）間、特に硫黄島とマーカス島（南鳥島）間は海底火山や津波で船が消える危険海域で、しばしば「デビルズ・シー」と呼ばれており、デビル、デーモン、モンスターに船が引きずり込まれると昔から漁師に恐れられ、1950年から1954年の間に近代的な9隻の船が痕跡を残さずに消え、調査に向かった「Kaiyo Maru No. 5」が突如消えた1955年以来、日本政府は危険区域に指定しているという。

### 出所

青：読売新聞が報じた、特殊危険海域に指定されているという“魔の海”。赤：クシュが海上保安庁に確認した、実際の危険海域

バミューダ・トライアングルの実態を調査したローレンス・D・クシュ（en:Larry Kusche）がこの伝説の原型と見られる記事を1955年1月16日のニューヨーク・タイムズから発見し、1975年の著書『The Bermuda Triangle Mystery - Solved』（邦題：魔の三角海域）で発表した。
ニューヨーク・タイムズは1月15日のロイターからの情報として、過去5年間で9隻の船が謎の失踪を起こしていた「デビルズ・シー」と呼ばれる海域で「シンヨー丸」（Shinyo Maru）が行方不明となっていたが、実は無線が故障していただけで無事に生還したという話題を、悪魔が潜んでいるとしてパニックになった漁民の迷信や、特別危険区域に指定した海上保安庁の勇み足をからかうニュアンスを込めて記事にしており、バーリッツの1974年の主張の殆どがこの記事に盛り込まれている。
水産庁の水産指導船（漁業取締船）「第十伸洋丸」が1955年1月4日以降連絡が取れずに行方不明になり、15日に連絡が取れたのは事実だが、伸洋丸が海上保安庁所属の観測船になっているなど、もとよりニューヨーク・タイムズの当該記事は正確を期しておらず、「危険区域」というものも、明神礁の15km以内に接近しない様、海上保安庁から1953年に通達があったのみだった。クシュは当該海域に関係する各方面に問い合わせたが、「デビルズ・シー」という呼称についても誰も知らなかった。
更にこの原型と見られる記事が1月14日の読売新聞で発見された。読売新聞はこの事件を報じる際、東西200マイル、南北300マイルの海域で5年間に第五海洋丸を含む9隻の船が失踪している事を伝え、漁師から“魔の海”と恐れられているとした上、横浜海上保安部が特殊危険海域に指定していると記している。中には荒天での浸水が判明している例（第一清勝丸）などがありながらも「原因の一切は不明」とした上で、「海の神秘と結びつけ原子力時代における“怪談”すら誕生しかけている」と、この2ヶ月前に公開された映画『ゴジラ』とも絡めてオカルトめいた記事にしており、ロイターはこれを参考にしたと見られる。
朝日新聞でも第五海洋丸と第三黒潮丸の消失に絡めて「この海域を“魔の海”と呼ぶ人さえ出て来ている」と記事にしているが、戦前から「魔の海」「魔の海域」という記述はあちこちで使われており航海上の難所以上の意味ではなかったが、ロイターはこれを「デビルズ・シー」（悪魔の海）と訳し、ニューヨーク・タイムズは、日本には悪魔への迷信があるかの様な記事にしていた。
海上保安庁の観測船「第五海洋丸」は1952年に明神礁噴火の観測に赴いて乗員31名と共に行方不明となり、後に現場海域から救命ブイが発見されて沈没が確定し、遺留品の破損状況から爆発の圧力を受けて転覆したものと推定されたが、バーリッツや矢追純一は第五海洋丸の目的が噴火の観測である事を隠した上で謎の消失事件に仕立て上げている。

## ドラゴンズ・トライアングル

日本近海。地図上の赤い部分が、バーリッツの主張にできるだけ沿って描かれたドラゴンズ・トライアングル。

1989年にバーリッツは、この海域を主題とした『The Dragon's Triangle』（邦題：魔海のミステリー）を著し、「海の悪魔、落ち着きのない龍」（sea demons, restless dragons）が漁船を沈めていると数世紀前から信じられていると説明している。
そして、新たに「東京の北の西日本から東経約145度の太平洋に向けて線を引く。それから西南西へ曲がってOgasawara Shintoを超えた後にグアムとヤップ、西の台湾へと下がってから北北東に曲がって、東京湾にある野島崎の測定点（measuring point）近くに向けて日本へ戻る」（Charles Berlitz "The Dragon's Triangle" 1989, p.17）という“三角形の海域”を「ドラゴンズ・トライアングル」と呼び、核戦争で滅んだ超古代文明がこの海域に関わっているとしている。
バーリッツは、ドラゴンズ・トライアングルでの主要な失踪事件として以下の39件をリストに挙げている。
（日付、船名、機体名は宮本巌訳『魔海のミステリー』での表記。括弧内は『The Dragon's Triangle』での表記）
- 1949年4月19日、第一黒潮丸 - 18日以降不明[20][12]。
- 1949年4月22日、第二黒潮丸 - 21日に三崎漁港を出港後不明[12]。
- 1952年6月8日、第五長福丸 - 下田沖にて風雨で浸水との連絡あり[21][22][12]。
- 1952年9月24日、海上保安庁・第五海王丸 - 第五海洋丸。遺留品の破損状況により、海底火山に巻き込まれたものと推定された[23][12]。
- 1953年6月6日、神成丸 - 新生丸。1月6日にスミス島付近で不明[12]。
- 1953年12月、第十六高知丸 - 12月19日に南硫黄島沖で台風23号から避難中との通信後に不明[24][12]。
- 1954年1月20日、第三黒潮丸 - 29日から鳥島沖で不明[25][12]。3月26日にブイを発見[26]。
- 1954年9月25日、第二芙蓉丸 - 三宅島付近で不明[12]。
- 1954年10月20日、第一正勝丸 - 第一清勝丸。御蔵島  沖にて強風で浸水。SOS発信。ビン玉を発見[27][28][12]。
- 1954年12月6日、第十五千代丸（Chiyo Maru No. 15）
- 1955年6月26日、米空軍・F-3B航空機[* 9] - 東京南海上に墜落した海兵隊機[29]か？
- 1957年3月12日、米空軍・KB-50航空機 - 横田基地からウェーキ島への空路で不明[30][31]。
- 1957年3月16日、米海軍・JD-1偵察機 - 鹿児島上空で不明になり、18日に7名が救助された米軍機[32]か？
- 1957年3月22日、米空軍・C-97航空機 - ウェーキ島から羽田空港への空路で不明[33]。
- 1963年6月7日、道南丸 - 洞南丸。フィリピンから名古屋への航路上で6日以降不明。積み荷の木材が漂流[34]。
- 1964年10月10日、ジュノ号 - SS Juno。台湾からブルネイへの航路で不明[35]。
- 1967年9月13日、デニー・ローズ号 - MV Denny Rose。フィリピンから千葉港への航路で不明[36][37]。
- 1967年10月25日、トン・ホン号 - MV Tong Hong。川崎港からシンガポールへの航路で不明[38]。
- 1970年1月8日、アギオス・ギオルギス号（Agios Giorgis） - 1980年1月11日に犬吠埼沖で沈没した「アギオス・ジョージ」[39]か？
- 1970年2月10日、JAL-341便航空機（JA-341 Aircraft） - 機体番号JA3414の軽飛行機。かりふぉるにあ丸事故の撮影に向かっていたが、燃料がなくなるとの通信を残して不明[40]。
- 1971年7月16日、P2V潜水盤探査機（ママ） - 海上自衛隊下総航空基地の対潜哨戒機P-2V。滑走路付近の木に接触して機体に問題が起き、海上で対処を図るも銚子沖に墜落[41]。乗員の遺体やバラバラになった機体が見つかっている[42][43]。
- 1971年11月12日、バナルナ号（Banaluna） - フィリピン沖にて台風35号に遭遇して不明[44]。
- 1971年10月5日、ジュニアKL号 - MV Junior K. L.。台風に遭遇[45]。
- 1971年10月6日、シー・パイ2号（Sea Pine） - MV Sea Pine。23日に台湾沖で消息を絶った[46]。
- 1974年11月24日、ゼラニウム号 - MV Geranium。アリューシャン諸島沖で嵐に見舞われ不明[47]。
- 1975年2月16日、トランスオーシャン・シッパー号（Transocean Shipper）
- 1975年10月22日、ミン・ソン号（Ming Song）
- 1975年12月29日、ベルグ・イストラ号（Berge Istra） - バージ・イストラ。ミンダナオ島沖で不明。乗員2名が救助され[* 10]、船底での爆発が証言された[48]。
- 1976年1月9日、ドン・アウレリオ号（Don Aurelio）
- 1976年6月30日、ニュー・ベンチャー号 - MV New Venture。下関からドバイへの航海中、バタン島沖で不明[49]。
- 1977年2月13日、ローズ・S号（Rose S）
- 1977年2月22日、第一トライアンフ号（Triumph No. 1） - 9月27日に座礁したMV Triumph Ace[50]か？
- 1980年7月28日、ハエ・ダン・ワ号（Hae Dang Wha）- オーストラリアから韓国への航海中、タイフーン・キム（en:Typhoon Kim (1980)）に遭遇して不明[51]。
- 1980年9月、ダービーシャ号 - en:MV Derbyshire。カナダから川崎港への航海中、台風に遭遇して沖縄近海で不明[52]。船は1994年に発見され、調査の結果、閉まっていなかったハッチからの浸水によって沈没したと判明した[53]。
- 1980年12月28日、ドナウ号（Dunav） - 野島崎東方沖1220kmにて荒天にて浸水との無線連絡を最後に不明[54]。
- 1981年1月2日、アンチパロス号（Antiparos） - アンティパロス号。野島崎東方沖1300kmにて荒天難航中との無線連絡を最後に不明[54]。
- 1983年10月、グロマー・シャワ号（Glomer Java Sea） - MV Glomer Java Sea。10月25日にトンキン湾で沈没[55]。
- 1987年3月14日、マスグサール号（Maasugusar）
- 1987年10月23日、クイーン・ジェーン号 - MV Queen Jane。フィリピンから中国・大連への航海中、台湾海峡で不明[56]。

### 実態
バーリッツが「謎の失踪」として挙げている事件の多くは、原因が判明している。この海域はしばしば台風や温帯低気圧による暴風雨が発生し、それに伴う三角波によって遭難する船舶は特段珍しいことではないとされる。また北太平洋航路は北米とアジアを結ぶ国際航路であり、往来する船舶も多く、分母の多さに比例すれば、取り立てて事故率が高いわけでもない。航空機も同様である。
バーリッツ自身が設定した海域から外れている沖縄沖のみならず、3000キロメートル以上離れているアリューシャンやトンキン湾までもがドラゴンズ・トライアングルでの事件に挙げられている。なお、千葉県の野島崎沖合いの太平洋海域は海の難所として知られ、1969年1月5日に「ぼりばあ丸」が沈没するなど、1980年までに1万トン級以上の船舶14隻が沈没し152名の死者・行方不明が発生しているが、その後、船舶の設計基準が強化され安全性が高められたため、このような大規模な海難事故は起こりづらくなっている。
海底にドラゴンが棲むという伝承も確認できず、これを尋ねられた原田実は、大戸島（映画『ゴジラ』の舞台となる架空の島）の伝説ではないかと答えたと言う。
また、本書にて紹介されている以下の事件は、存在が確認できない。
- 1942年、日本の近海上で機動演習をしていた帝国海軍駆逐艦3隻と小型空母2隻が集団失踪[60]
- 1945年頃、硫黄島付近を偵察していた二式飛行艇が「空が裂ける」との通信を残して行方不明[61]
- 1981年4月17日、金沢市から300キロの日本海海上で「Taki Kyoto Maru」がUFOに遭遇。Usuda船長の証言が報じられ、海上保安庁のHoshi Isido報道官が調査結果を発表[62][* 11]。

### UFO Files

赤：ナレーターの説明を基にしたドラゴンズ・トライアングル（日本中心部、グアム、マリアナ諸島）。青：そのナレーションと共に表示された三角形

2006年9月4日、アメリカのケーブルテレビ局ザ・ヒストリー・チャンネルの未確認飛行物体情報番組「UFO Files」にて、ドラゴンズ・トライアングルの特集番組『Pacific Bermuda Triangle』（訳：「太平洋のバミューダ・トライアングル」。タイトル画面には日本語で「太平洋、バミューダ島、三角形」とも表示）が放映された。
番組はバーリッツの『The Dragon's Triangle』（邦題：魔海のミステリー）を基にして作られたものだが、海域は日本中心部、グアム、マリアナ諸島間へと変更されている上、表示された図形ではパラオ近辺まで海域が拡大されていた。
また、この本に書かれたUFO事件の中で、ドラゴンズ・トライアングル内で発生したとされるものは、第二次世界大戦中のフー・ファイター目撃例（目撃者、日時不明）しかないため、番組では江戸時代の虚舟伝説、幕末にマシュー・ペリー艦隊の一員が目撃したとされる流星、1965年に瀬戸内海上空で航空機から目撃された、ラムダロケットと見られる発光体、1986年の開洋丸などを加え、ドラゴンズ・トライアングルに結びつけて紹介している。
番組に「ジャーナリスト/作家」の肩書で登場し、吹き替えで目撃証言への疑問を述べた山本弘によると、1971年のP-2V失踪に関して日本側コーディネーターが自衛隊に問い合わせたところ、ボイスレコーダーが回収されて事故原因も判明していると回答されたが、それをアメリカ側の制作者は受け入れず、陰謀論を唱えていたという。
山本は収録日までに新聞を調べ、新聞のコピーと共にバーリッツの誤りをディレクターに伝えていたというが、第五海洋丸は「Kaio Maru 5」と誤ったまま番組に登場した。1981年に金沢沖でUFOに遭遇したとされながら実在が確認できない「Taki Kyoto Maru」の事件も、ドラゴンズ・トライアングル付近での事件としてコンピュータグラフィックスでの再現映像と共に紹介されている。番組には矢追純一や韮澤潤一郎といった日本のUFO研究家が登場していたにもかかわらず、「Taki Kyoto Maru」の解説はBill Birnesが行っていた。山本が渡したものと見られる日本の新聞のコピーは、海域で起きたとされる事件を語る際の背景映像として、記述内容とは無関係に使われていた。

## フォルモサ・トライアングル
フォルモサとは台湾の意。エジプト人ジャーナリストのMuhammad ‘Isā Dāwūdが1992年に出版したとされる書籍（インドネシアでは『Dialog Dengan Jin Islam』（訳：イスラムのジンとの対話）の題で1996年に出版）にて、180歳のジン（魔人）から聞いたとされる話の中に、バミューダ・トライアングル以外のもう一つのトライアングルとして、台湾、ギルバート諸島、ウェーク島を結んだ「フォルモサ・トライアングル」があり、バミューダ共々魔物（英語訳では「devils」）が好む場所であるという。

## 登場作品
トゥームレイダー （2013年版）
主人公、ララ・クロフトら探検隊の一行は伝説の邪馬台国を探すために、魔の海域「ドラゴントライアングル」を目指して航海。ゲームの舞台となる南海の孤島こそが『邪馬台国』であり、「ドラゴントライアングル」の中にあるという設定になっている。

### パロディ
- フジテレビ系深夜アニメ放送枠(ノイタミナ枠)のアニメ『モノノ怪』第3,4話にて、主人公らが乗る船が迷い込んだ、妖怪の支配する海域が「竜の三角」という名で呼ばれている。登場人物の一人いわく新島[* 15]、野島崎、未知の「南蛮の島」に囲まれた海域だという。
- トミーウォーカー社のPBW『シルバーレイン』に、千葉県野島埼、小笠原諸島、グアムを結んだ海域として登場し、同地に多数のゴーストが群れ集っていたほか、海底に三匹のドラゴン型ゴーストが潜んでいた。
- 吉崎観音の漫画『ケロロ軍曹』「第百六拾四話 長編・深海の迷子たち」（第20巻収録）冒頭に、「南太平洋上 エリアMU-22ポイント 通称“Devil's Sea”（デビルズ・シー）」という海域が登場。